# Millotia incurva
Millotia incurva là một loài thực vật có hoa trong họ Cúc. Loài này được (D.A.Cooke) P.S.Short mô tả khoa học đầu tiên năm 1990.